# گاوزبان کوهی
گاوزبان کوهی (نام علمی: Brunnera) نام یک سرده از تیره گاوزبانیان است.